# Stilling
Stilling är ett efternamn, som burits av bland andra:
- Benedikt Stilling
- Harald Conrad Stilling